# Regione di Foča

Localizzazione della regione all'interno della Bosnia (blu scuro)

La regione di Foča (in serbo cirillico: Фочанска регија) è una delle 7 regioni della Repubblica Serba di Bosnia ed Erzegovina. Il suo capoluogo è la città di Foča, dalla quale prende il nome, ed è situata nell'est della Bosnia.

## Lista dei comuni
1. Čajniče
2. Foča
3. Kalinovik
4. Ustiprača
5. Rudo
6. Trnovo
7. Višegrad